# 4133 Heureka
A 4133 Heureka (ideiglenes jelöléssel 1942 DB) a Naprendszer kisbolygóövében található aszteroida. Liisi Oterma fedezte fel 1942. február 17-én.